# Megan Fonteno
Megan Fonteno (* 5. März 1993 in Okinawa in Japan) ist eine ehemalige Schwimmerin aus Amerikanisch-Samoa. 
Fonteno qualifizierte sich für die Olympischen Sommerspiele 2012 in London. Dort erreicht sie im dritten Vorlauf über 100 m Freistil in 57,45 s den sechsten Platz und wurde damit insgesamt 35ste in dieser Disziplin.
Fonteno ist die Tochter zweier ehemaliger Soldaten des United States Marine Corps. Sie hat einen Bruder. Ihr Grundständiges Studium absolvierte sie an der Auburn University. Nach dem Studium arbeitet sie auch als Assistentin des Schwimmtrainers an der Air Force Academy. Seit 2016 studiert sie wieder an der Harrison School of Pharmacy in Auburn Pharmazie.